# Mücke (Schiff)
Die Mücke war das vierte Schiff der Wespe-Klasse, einer Klasse von insgesamt elf Panzerkanonenbooten der Kaiserlichen Marine, die für die Verteidigung der deutschen Nord- und Ostseeküste konstruiert wurde.

## Bau und Dienstzeit
Die Mücke wurde wie ihre Schwesterschiffe auch von der Bremer Werft AG Weser gebaut. Die Arbeiten am Schiff begannen im Jahr 1876. Die vorgesehene Verwendung einer Panzerung aus deutscher Produktion war bei ihr ebenso wie bei den drei vorangegangenen Einheiten noch nicht möglich, da die mit der Herstellung beauftragte Dillinger Hütte die erforderliche Qualität der Panzerplatten noch nicht gewährleisten konnte. So musste auf Material aus britischer Fabrikation zurückgegriffen werden. Das mit dem Haushaltsnamen Neubau Panzerfahrzeug D versehene Schiff lief am 5, Mai 1877 vom Stapel.
Nach der Fertigstellung des Schiffes dauerte es bis zum 1. Mai 1885, dass die Mücke erstmals in Dienst gestellt wurde. Nach der Ausbildung der Besatzungen für ihre Schwesterschiffe sowie Einzelübungen nahm das Schiff im Herbst als Flaggschiff einer aus Salamander, Viper und Wespe gebildeten Division an den Herbstmanövern der Flotte teil, wobei ein Angriff auf die Jademündung simuliert wurde. Während die anderen drei Einheiten wieder außer Dienst gestellt wurden, blieb die Mücke als Stammschiff der Reserve-Division der Nordsee im aktiven Einsatz.
Am 11. Mai 1886 wurde eine aus Viper, Salamander und Camaeleon bestehende Flottille gebildet, deren Flaggschiff erneut die Mücke wurde. Nach deren Auflösung unternahm das Schiff Einzelübungen, um im Juli und August an Manövern der Flotte teilzunehmen. 1887 folgte auf erneute Einzelübungen am 15. August der Zusammentritt der Flottille in der gleichen Zusammensetzung wie im Vorjahr. Wiederum im Rahmen eines Übungsangriffes auf das Mündungsgebiet der Jade nahm der Verband an den Herbstmanövern teil.
Auch die folgenden vier Jahre blieb die Mücke in Dienst, wobei sich ihr Einsatz kaum von dem des Jahres 1887 unterschied. Erst am 24. September 1891 wurde sie erstmals außer Dienst gestellt, um in der Kaiserlichen Werft Wilhelmshaven überholt und geringfügig umgebaut zu werden. Sie erhielt einen gepanzerten Kommandoturm und eine verstärkte Bewaffnung.
Am 23. April 1895 wurde die Mücke wieder in Dienst gestellt und nach Danzig verlegt, wo sie die Crocodill als Stammschiff der Panzerkanonenboots-Reservedivision ablöste. 1895 und 1896 unternahm das Schiff gemeinsam mit der Natter Übungen in der Ost- und kurzzeitig auch in der Nordsee. Am 3. August 1897 wurde die gesamte Division, zu der noch Crocodill und Scorpion gehörten, aktiviert, um nach Verbandsübungen an den Herbstmanövern der Flotte teilzunehmen, die wieder einen Übungsangriff auf die Jademündung unternahm. Gleiches fand auch 1898 statt, jedoch beteiligten sich in dem Jahr nur Mücke und Natter an den Übungen. Am 1. Oktober 1898 war die zweite Indiensthaltungsperiode des Schiffes schließlich beendet.
Die Entsendung von Linienschiffen der Brandenburg-Klasse aufgrund der Unruhen in China führte im Jahr 1900 zu einem Mangel an einsatzbereiten Kriegsschiffen in der Heimat. Dies brachte der Mücke vom 27. Juli an eine letzte aktive Tätigkeit, die bis zum 24. September 1900 andauerte. Damit war sie das am längsten in Dienst befindliche Schiff ihrer Klasse.

## Verbleib
In den folgenden Jahren wurde die Mücke für Leckversuche genutzt, außerdem nach ihrer am 18. März 1911 erfolgten Streichung aus der Liste der Kriegsschiffe zum Heizschiff umgebaut und in beiden Funktionen bis 1918 in Wilhelmshaven genutzt. Am 25. Juni 1921 wurde sie schließlich für 100.000 Mark verkauft und anschließend in Wewelsfleth abgewrackt.
Die Schiffsglocke der Mücke dient heute an der Hanseatischen Yachtschule des Deutschen Hochseesportverbandes HANSA zum morgendlichen Glasen beim Beginn des Schulbetriebes.

## Kommandanten
| 1. Mai bis September 1885            | Kapitänleutnant Eugen Kohlhauer                         |
| 29. September 1885 bis 27. März 1888 | Kapitänleutnant / Korvettenkapitän Richard Hornung      |
| April 1888 bis Januar 1889           | Korvettenkapitän Alfred Herz                            |
| Januar bis August 1889               | Korvettenkapitän Oskar von Schuckmann                   |
| August bis September 1889            | Kapitänleutnant Paul Walther                            |
| September 1889 bis September 1890    | Korvettenkapitän / Kapitän zur See Oskar von Schuckmann |
| Oktober 1890 bis August 1891         | Korvettenkapitän Alfred Gruner                          |
| August bis 24. September 1891        | Oberleutnant zur See Max Wilken                         |
| 23. April bis Mai 1895               | unbekannt                                               |
| Mai 1895 bis September 1896          | Korvettenkapitän Rudolf Wittmer                         |
| September 1896 bis Oktober 1897      | Korvettenkapitän Adolf Paschen                          |
| Oktober 1897 bis 1. Oktober 1898     | Korvettenkapitän Karl Deubel                            |
| 27. Juli bis 24. September 1900      | Korvettenkapitän Arthur Brüll                           |